# Нова Вес в Хорах
Нова Вес в Хорах (чеш. Nová Ves v Horách) је насељено мјесто са административним статусом сеоске општине (чеш. obec) у округу Мост, у Устечком крају, Чешка Република.

## Становништво
Према подацима о броју становника из 2014. године насеље је имало 446 становника.